# Minytrema melanops
Minytrema melanops és una espècie de peix de la família dels catostòmids i de l'ordre dels cipriniformes. És un peix d'aigua dolça i de clima subtropical que habita Amèrica del Nord.
 Els mascles poden assolir 50 cm de longitud total i 1.230 g de pes. Menja detritus, copèpodes, cladòcers, larves i diatomees.